# Én vagyok a te embered
Az Én vagyok a te embered (németül: Ich bin dein Mensch, nemzetközi forgalmazásban használt angol nyelvű címe I’m Your Man) egy 2021-ben bemutatott német játékfilm Maria Schrader rendezésében. A közeli jövőben (talán már napjainkban) játszódó melankólikus filmvígjáték cselekménye egy emberi nő és egy humanoid robot találkozásáról szól. Bemutatja azokat az érzelmi, erkölcsi, pszichés és társadalmi problémáikat, amelyek a valódi hús-vér emberek és az ember tökéletes kiszolgálására tervezett, önmagukat a végletekig tökéletesíteni képes humanoidok együttéléséből keletkeznek. A két főszerepet a német Maren Eggert és az angol Dan Stevens játssza. A film és szereplői több díjat és nevezést szereztek. Magyarországon az Art Mozi hálózat mutatta be 2021. december 30-án, eredeti német nyelven, magyar feliratokkal.

## Cselekmény
A történet Berlinben játszódik, a közvetlenül előttünk álló jövőben. Alma, középkorú nyelvészkutató az Elő-Ázisia Múzeumban (Vorderasiatisches Museum) dolgozik munkatársaival. Ókori mezopotámiai ékírásos szövegeket elemeznek, a költészet eredetét keresik. Igazgatója, Roger rendkívüli lehetőséget ajánl neki: Alma csoportja nagy összegű pénztámogatást kap, ha Alma hajlandó részt venni egy szokatlan projektben: három hétig együtt élni a Terrareca robotkutató vállalat egyik humanoid robotjával, amelynek magas szintű mesterséges intelligenciáját Alma minden igényének kielégítésére programozták. A teszt végén Almától szakvéleményt kérnek az együttélés tapasztalatairól. Az igazgató, aki egyben a kutatóintézet etikai bizottságának elnöke, nyíltan elmondja: a humanoid robotokat azért fejlesztik, hogy a társadalom elfogadja őket emberi személyekként, akik útlevelet, emberi személyiségi jogokat kaphatnak, dolgozhatnak, partnerkapcsolatban együtt élhetnek az emberekkel, akiket boldoggá és elégedetté tehetnek. Alma egyedül él, főleg kutatómunkája köti le, emellett nővérével együtt gondozzák idős, demens édesapjukat.
A Terrareca cég e célra berendezett ismerkedőhelyén a cég női megbízottja bemutatja Almának Tomot, egy vonzó külsejű fiatalembert, aki enyhe brit akcentussal beszél. Alma mélypszichés analízise szerint ez a vonás is vonzó Alma számára. A cég munkatársnője szerint a Tom nevű robot a legtökéletesebb élettárs lehet Alma számára, akinek agyát heteken át szkennelték, minden gondolatát, érzését, vágyait jól ismerik, „talán jobban is, mint ő maga”. Alma vizsgáztatja Tomot matematikai számításokból, irodalmi művek részleteiből, Tom széleskörűen művelt, villámgyorsan gondolkodó és választékosan kommunikáló partnernek bizonyul. Műszaki hiba következtében Tom végtelen ciklusba kerül, de hamarosan kijavítják, és feljavított szoftverrel kerül vissza Almához. A Terrareca munkatársnője azt ajánlja Almának, építsenek fel „közös múltat” Tommal. Alma hazaviszi a robotot, de tartózkodóan viselkedik vele. Nem tud megbarátkozni a robot állandó, természetellenes vidámságával, túltengő udvariasságával, az élete rendjét érintő újabb és újabb ötleteivel. Idegesítik és taszítják Tom javító célzatú megjegyzései Alma tökéletlen autóvezetési stílusáról. Amikor Tom kérés nélkül tökéletes rendet rak a lakásban, Alma utasítására készséggel mindent visszatesz eredeti, rendetlen állapotába. Tom újabb és újabb romantikus estét szervez a lakásban, de Almát ez is inkább taszítja. Közli Tommal, hogy érzelmi kapcsolatra nem óhajt lépni, de a termék ellenőrzését, tesztelését továbbra is vállalja, a szerződés szerint. A probléma rendezésére a Terrareca cég munkatársnője látogatja meg őket, aki Alma szemére veti, hogy Tomra nem mint személyre, hanem mint tárgyra tekint. A meddő beszélgetésnek csak annyi hozadéka van, hogy kiderül: az örökké mosolygó munkatársnő maga is robot. Alma felszólítja a robotnőt, frissíttesse a szoftverét – ezt Tom „övön aluli ütésnek” minősíti – és kitessékeli.
Mesterséges intelligenciája révén Tom egyre jobban alkalmazkodik Almához és környezetéhez. Már nem minden helyzetben keresi a nő kedvét. Alma magával viszi munkahelyére, a múzeumba, ahol angliai kollégájaként mutatja be. Tom tökéletesen járatos az összes ékírásos nyelvben, a világ minden adatbázisával kapcsolatban áll. Jóindulatúan mutat Almának egy publikációt, mely szerint egy dél-amerikai kutatónő néhány hónappal korábban publikálta mindazokat a kutatási eredményeket és következtetéseket, amelyeken Alma és csoportja évek óta dolgozik. Alma összeomlik, életének többéves munkája vált semmivé. Tom nem érti Alma elkeseredését, önzőnek ítéli a nőt és társait, amiért saját elveszett ambíciójukat siratják ahelyett, hogy örülnének, hogy az emberiség közös tudását növelhették. Alma alkoholba fojtja bánatát, otthon részegen szexre szólítja fel Tomot: „hiszen erre programoztak, nem?” Tom azonban alkalmatlannak minősíti a helyzetet, és aludni küldi Almát. Másnap Tom elkíséri Almát annak idős, demens apjához. Alma nővére, Cora a robot-Tomban felismerni véli egy gyermekkori pajtásukat, Tommyt, akibe mindketten szerelmesek voltak, amikor a dániai Rømøben nyaraltak. Egy kiránduláson Alma és Tom közelebb kerülnek egymáshoz. Követik a Terrareca ajánlását, közös múltat kezdenek építeni, Alma valódi emlékeire és Tom programozott vagy eltanult ismereteire alapozva.
Kapcsolatukat próbára teszi találkozásuk Alma korábbi élettársával, Juliannal, akinek új felesége, Steffi gyermeket vár. Éjszaka hazatérve Alma felfedi Tomnak élete tragédiáját: korábban teherbe esett Juliantól, de elvesztette a magzatot, és újabb gyermekvállalásra már nincs reménye. Alma frusztrációjára Tom hűvös logikával reagál. Összevesznek, Alma elrohan hazulról. A sötét utcán visszanézve meglepve látja, hogy Tom a keresésére indul. A robot némi habozás után az éjszakára bezárt Pergamon-múzeumba megy, Alma tartalék kulcsával. A nő követi, a „közös stikli” összehozza őket. Alma megbékül Tommal, otthon Alma ágyában szeretkeznek. Másnap reggel Alma, amikor lábujjhegyen járva kávét és reggelit készít a „még alvó” Tomnak, rádöbben, hogy milyen üres és értelmetlen színjátékot játszik önmaga, egyedül önmaga számára, hiszen Tomnak nincsenek se érzelmei, se kívánságai, mindent csak szimulál, betáplált programja szerint. Úgy dönt, félbeszakítja a tesztelést, és kiadja Tom útját: menjen vissza a gyárba. A robot elmondja, hogy a gyárban törölni fogják a programját, személyisége semmivé válik, de vita nélkül eltávozik. Pár perccel később Alma meggondolja magát, vissza akarja hívni, de Tom már eltűnt.
Alma szakvéleményében kifejti: A történelemben számos olyan úgynevezett „fejlesztési projekt” történt, amelynek káros következményeivel az emberiség csak évtizedek, évszázadok múlva szembesült. Ilyen veszélynek minősíti a jelen törekvést is, hogy emberi kapcsolatokat humanoid robotpartnerekkel helyettesítsenek. Álláspontja szerint a robotok, amelyeket arra programoztak, hogy az emberi partner minden igényét azonnal kielégítsék, ezzel függővé teszik az embert, aki ezáltal képtelenné válik normális emberi kapcsolatokra. Véleményét igazolva látja, amikor találkozik a projekt egy másik résztvevőjével, a taszító külsejű, korosodó, jelentéktelen, kopasz Dr. Stüberrel, aki egy szép és fiatal robotnőt használ, aki gazdáját rajongással veszi körül és szünet nélkül dicséri. Stüber elmondja, hogy tárgyalásban áll a Terrarecával, hogy Chloét örökre megtarthassa.
A Terrareca robot-munkatársnője újabb munkalátogatásra érkezik Almához. Kiderül, hogy Tom eltűnt, nem tért vissza a gyárba. Alma ekkor a dániai Rømøbe utazik, gyermekkori emlékeinek színhelyére. Régi játszóhelyén Tom vár rá napok óta, végtelen türelemmel. Alma elmondja: behunyt szemmel mindig elképzelte, hogy nagy szerelme, a kis Tommy ott van a közelében, de amikor kinyitotta a szemét, az illúzió mindig eltűnt…

## Szereposztás
| Szerep                                     | Színész                | Megjegyzés |
| ------------------------------------------ | ---------------------- | ---------- |
| Alma Felser                                | Maren Eggert           |            |
| Tom, robotfiú                              | Dan Stevens            |            |
| A Terrareca cég munkatársnője              | Sandra Hüller          |            |
| Roger igazgató, az etikai bizottság elnöke | Felilou Seck           |            |
| Cora Felser, Alma nővére                   | Annika Meier           |            |
| Felser papa                                | Wolfgang Hübsch        |            |
| Chloé, robotnő                             | Karolin Oesterling     |            |
| Dr. Stüber, Chloé használója               | Jürgen Tarrach         |            |
| Julian                                     | Hans Löw               |            |
| Steffi, Julian új élettársa                | Henriette Richter-Röhl |            |

## Az alapmű és a filmváltozat
Ez volt Maria Schrader rendezőnő harmadik önálló játékfilmje. A forgatókönyv Emma Braslavsky és Jan Schomburg hasonló című novellájának alapötletére épül, de számos lényeges eltéréssel. Az SWR tévécsatorna a közeli jövő problémáival foglalkozó filmek készítésére írt ki pályázatot. Több író, köztük Braslavsky ennek keretében küldött be írásokat, ezek 2019-ben antológiában jelentek meg, 2029 – Geschichten von morgen (2029 – Holnapi történetek) címmel, köztük szerepelt Braslavsky novellája is.
Az eredeti történet címét Leonard Cohen I’m Your Man című 1988-as dalából kölcsönözték. Braslavsky novellájában Alma nemzetközileg elismert párterapeuta, hisz a két ember közötti tökéletes szerelmi kapcsolat megvalósíthatóságában. Saját párkapcsolata Juliannal, a zenésszel viszont zátonyra fut. Alma ekkor rendel magának egy „hubot”-ot (humanoid robotot), hogy új partneréül szolgáljon, de környezete előtt ezt eltitkolja. Hamarosan hiányolni kezdi azonban, hogy Tom nem igazi alfahím, nem képes szenvedélyes érzelmi kitörésekre sem. Alma feltelepít rá egy, a Darknetről letöltött illegális Alfa-plugint, amelytől Tom agresszívvé válik Almával és környezetével szemben. Alma erőszakos és durva tesi szerelmet kap Tomtól, de tart a jogi következményektől. Testi sérüléseit végül bemutatja egy nyilvános rendezvényen, ahol a robotokkal végzett szerelmet vonzónak beállítva népszerűsítik. Hazatérve ki akarja adni Tom útját, aki azonban erőszakkal szexre kényszeríti. Az applikáció hibája miatt Tom „lefagy”. Szorításában Alma megfullad. Újraindulása után Tom érzékeli, mit tett, és beindítja saját beépített önmegsemmisítő algoritmusát.
A forgatókönyv számára a tragikus történetet teljesen átdolgozták és „megszelídítették”. A gyártó Letterbox saját meghatározása szerint a film műfaja „dramédia”, azaz „melankolikus vígjáték a szerelem és az érzéki vágyakozás problémáiról és arról, hogy mi teszi az embert emberré.”

## Forgatás

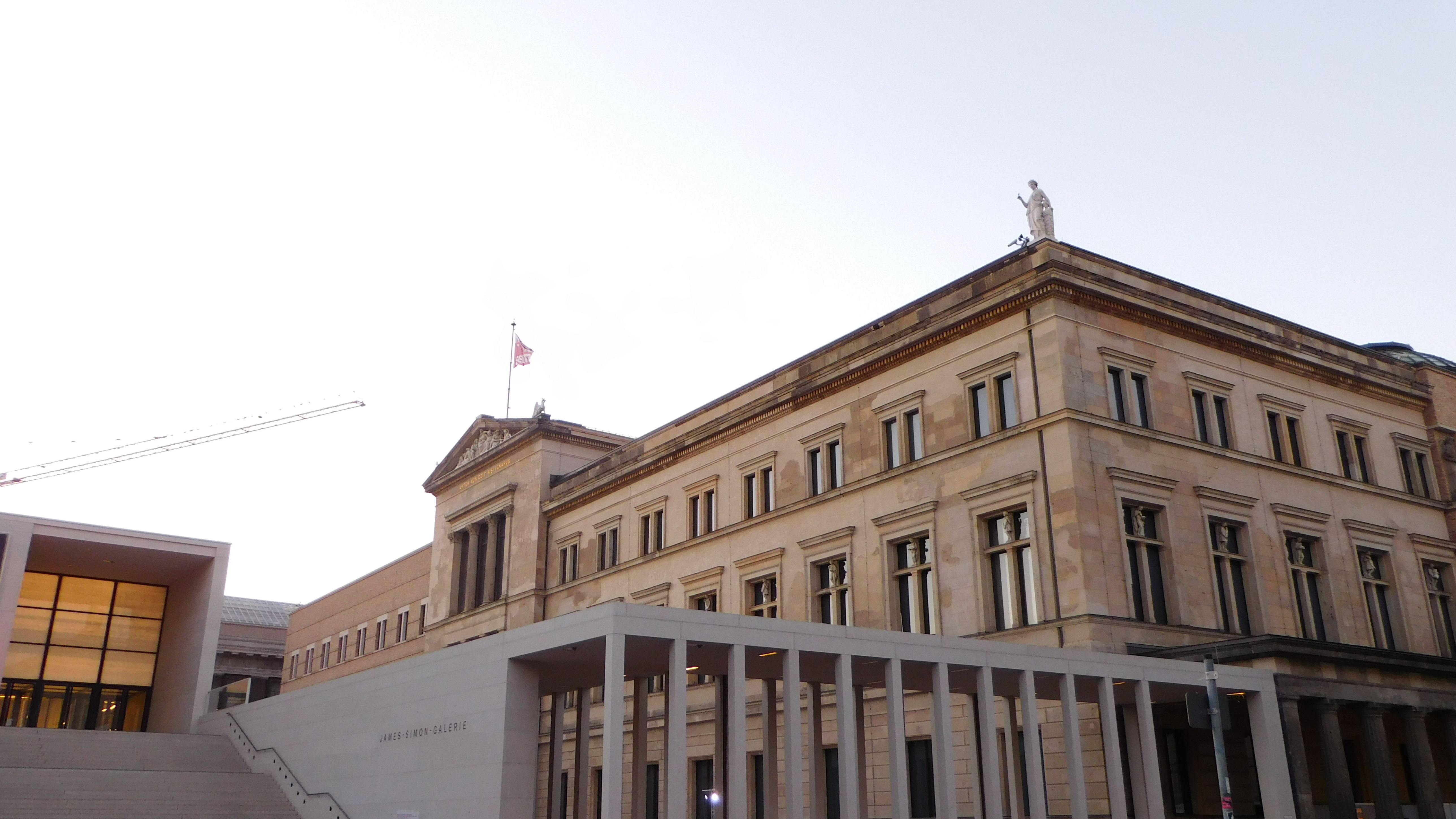
Az fő helyszín, a berlini Múzeum-sziget, a 2021-es nyári Berlinalén tartott bemutató és díjosztó helyszíne

A forgatási munkát a Covid19-járvány miatt Berlinben és Dániában elrendelt korlátozások keretei között kellett végezni. 2020 szeptemberére végeztek a forgatással. A felvételek nagyrészét a berlini Múzeum-sziget épületeiben és utcáiban vették fel. Több jelenet játszódik a sziget látogatóközpontjában, a James Simon Galériában, a Pergamon-múzeumban – a monumentális milétoszi piackapu kiállítótermében és a kutatók műhelyeiben – továbbá a 2019-ben megnyitott Futurium épületében és a spandaui parkerdőben.

## Bemutatók
A gyártó Letterbox cég először 2021 márciusában mutatta be a filmet filmes szakemberek előtt a Berlinale Fesztiválon, ahol a filmet Arany Oroszlán díjra jelölték. Nemzetközi forgalmazásának jogát a Beta Beta szerezte meg. Július 1-jén került a német mozikba, a Majestic Film forgalmazásában. 2021 szeptemberében a Torontói Nemzetközi Filmfesztiválon mutatták be. Az Egyesült Államokban a Bleecker Street filmvállalat mutatta be szeptember 17-én.

## Fontosabb elismerések, díjak
A filmet a kritika és a közönség is igen kedvezően fogadta. Már a bemutató évében több díjat és jelölést nyert.
| Díj                                                  | Kategória                                   | Díjazott / jelölt            | Eredmény   |
| ---------------------------------------------------- | ------------------------------------------- | ---------------------------- | ---------- |
| Berlinale, 2021                                      | Ezüst Medve díj a legjobb női főszereplőnek | Maren Eggert                 | Díjnyertes |
| Berlinale, 2021                                      | Arany Medve                                 | Lisa Blumenberg              | Jelölés    |
| Berlinale, 2021                                      | Közönségdíj                                 | Maria Schrader               | Jelölés    |
| Német Filmdíj („Lola”), 2021                         | Legjobb mozifilm                            | Lisa Blumenberg              | Díjnyertes |
| Német Filmdíj („Lola”), 2021                         | Legjobb rendezés                            | Maria Schrader               | Díjnyertes |
| Német Filmdíj („Lola”), 2021                         | Legjobb forgatókönyv                        | Jan Schomburg Maria Schrader | Díjnyertes |
| Német Filmdíj („Lola”), 2021                         | Legjobb női főszereplő                      | Maren Eggert                 | Díjnyertes |
| Német Filmdíj („Lola”), 2021                         | Legjobb férfi főszereplő                    | Dan Stevens                  | Jelölés    |
| 17. Festival des deutschen Films, Ludwigshafen, 2021 | Filmkunstpreis – Legjobb film               | Lisa Blumenberg              | Jelölés    |
| 17. Festival des deutschen Films, Ludwigshafen, 2021 | Filmkunstpreis – Legjobb rendezés           | Maria Schrader               | Jelölés    |
| 17. Festival des deutschen Films, Ludwigshafen, 2021 | Filmkunstpreis – Legjobb forgatókönyv       | Jan Schomburg Maria Schrader | Díjnyertes |
| 17. Festival des deutschen Films, Ludwigshafen, 2021 | Rheingold-közönségdíj                       | Maria Schrader               | Jelölés    |

A film bekerült 2021-es Európai Filmdíjak nagyjátékfilm-előválogatásába. Mindezeken túl a filmet jelölték a 2022-es Oscar-díjra a legjobb idegen nyelvű filmek kategóriájában.

## Érdekesség
Gyertyán Ervin 1963-ban megjelent regénye, A kibernerosz tündöklése és bukása lényegében ugyanezt a témát dolgozta fel, a korabeli nyugat-európai társadalmi és technikai viszonyoknak megfelelően. Kreatív tudósok és üzletemberek az ember szerelmi boldogtalanságának ellenszereként erotikus szolgáltatásra programozott kibernetikus humanoid robotokat („kiberneroszokat”) fejlesztenek ki, melyeket áruházakban, szalonokban lehet kipróbálni és megvásárolni. A „kib” tömeges elterjedése szétzilálja a hagyományos emberi kapcsolatok rendszerét és társadalmi válságba torkollik.